# Vinicius Lummertz
Vinicius Renê Lummertz Silva (Rio do Sul, 1960) es un político brasileño, que se desempeñó como ministro de turismo de Brasil en el gobierno de Michel Temer. Desde 2019 es secretario de turismo del estado de São Paulo.

## Biografía
Estudió ciencia política en la Universidad Estadounidense de París y tiene un posgrado de la Escuela de Gobierno John F. Kennedy. Fue presidente de la Asociación Comercial e Industrial de Florianópolis entre abril de 1997 y diciembre de 2000. Posteriormente fue director técnico del Servicio Brasileño de Apoyo a las Micro y Pequeñas Empresas.
Fue secretario de turismo, deporte y cultura de la ciudad de Florianópolis y desde enero de 2007 hasta diciembre de 2010 fue secretario de articulación internacional del gobierno del Estado de Santa Catarina. En 2010 fue nombrado secretario de planificación, presupuesto y gestión del mismo estado. Desde septiembre de 2012 hasta mayo de 2015 fue secretario de políticas de turismo en el ministerio de turismo de Brasil y fue presidente de Embratur, el Instituto Brasileño de Turismo, de junio de 2015 a abril de 2018.